# Einkaufskennzahl
Einkaufskennzahlen dienen als Effizienzindikatoren zur Messung der Qualität des Einkaufes in Unternehmen. Sie stellen empirisch beobachtbare und messbare Werte dar, die das Ziel des Einkaufes möglichst hinreichend beschreiben. Kennzahlen dienen der Ableitung und Vorgabe von quantitativ formulierbaren Zielen.

## Beispiele
Als Einkaufskennzahl kann beispielsweise das Einkaufsvolumen eines Unternehmens angesehen werden. Auch Zahlen zu realisierten Einsparungen ("Savings") kommen als Einkaufskennzahlen in Betracht. 
Weitere Beispiele für Einkaufskennzahlen sind u. a.:
- Kosten je Bestellvorgang
- Reklamationsquoten
- Verzugsquoten
- Lieferantenanzahl

## Merkmale und Ziele
Einkaufskennzahlen ermöglichen verbesserte Planungsmöglichkeiten und decken Kostensenkungspotenziale auf. Wie bei jeder Kennzahl gilt es auch bei der Umsetzung von Einkaufskennzahlen, die Datenmengen möglichst überschaubar zu halten. Außerdem müssen die Kennzahlen auf die jeweilige Anwendergruppe ausgerichtet sein. Es ist nicht zielführend ein System pauschal auf alle Bereiche anzuwenden. Beim Erfassen der Daten für die Kennzahlen sollte nicht zu viel Zeit verlorengehen; der Aufwand muss im Verhältnis zum Nutzen stehen.
In der Beschaffung werden Kennzahlen eingesetzt, um Transparenz zu erzeugen, die eine Voraussetzung dafür ist, die Einkaufsaktivitäten steuern zu können.
Einkaufskennzahlen ermöglichen das Monitoring des Einkaufsprozesses und das Überwachen der Ergebnisse. Die Leistung des Einkaufs kann besser erfasst und bewertet werden. Es wird möglich, Schwachstellen zu erkennen. Die Identifikation dieser Schwachstellen ist nötig, um die Ziele des Einkaufs, z. B. Versorgungssicherheit, Preis-Leistungs-Verhältnis und andere strategische Ziele in Abhängigkeit von den zu beschaffenden Gütern sowie der unternehmensspezifischen Zielsetzung zu erreichen. Die Risiken in der Supply Chain werden deutlich und das Unternehmen kann geeignete Steuerungsmaßnahmen zur Minimierung dieser Risiken einleiten.